# Cenn Fáelad
Cenn Fáelad mac Blathmaic (m. 675) siguió a su padre Blathmac mac Áedo Sláine (m. 665) y su hermano Sechnassach (m. 671) como Rey Supremo de Irlanda y rey de Brega. Pertenecía a la dinastía de Síl nÁedo Sláine de los Uí Néill, que tomó el nombre de su abuelo Áed Sláine (m. 604).
Murió, probablemente en una emboscada durante un circuito real de Irlanda, cerca de Lough Derg, tendida por su primo, rival, y sucesor eventual, Fínsnechta Fledach (m. 695).

Los Anales Fragmentarios de Irlanda dicen de él:
Los soldados del del oeste de la tierra cerraron sobre Fínnachta; el reinado de Cenn Fáelad le fue entregado—grande su propriedad.
Mientras el Baile Chuinn Cétchathaigh, compilado durante el reinado de Fínsnechta, no incluye a Cenn Fáelad entre sus Reyes Supremos, la Crónica de Irlanda, en la que se basan otros anales irlandeses, le menciona como Rey Supremo. La omisión de Cenn Faelad de esta lista puede ser deliberada ya que se compiló en el reinado de su asesino Fínsnechta Fledach.
Sus descendientes los Uí Chinn Fháelad no tuvieron especial relevancia.